# Люксембургская социалистическая рабочая партия
Люксембургская социалистическая рабочая партия (люкс. Lëtzebuerger Sozialistesch Arbechterpartei/LSAP, фр. Parti Ouvrier Socialiste Luxembourgeois/POSL, нем. Luxemburger Sozialistische Arbeiterpartei) — левоцентристская политическая партия Люксембурга.

## История
- 5 июля 1902: основана Социал-демократическая партия
- 1905: основана Социал-демократическая рабочая партия
- 1912: две социал-демократические партии объединились
- 1916: партия получила название Социалистическая партия
- 1921: левое крыло ЛСРП создаёт Коммунистическую партию Люксембурга, партия была переименована в Люксембургскую рабочую партию
- 1944: после войны партия была преобразована в Люксембургскую социалистическую рабочую партию
- 1948: лучший результат на выборах (37,8 %)
- 1971: правое крыло откалывается в Социал-демократическую партию, прекратившую существование в 1984

## Политическое положение
Обладая второй по величине фракцией в парламенте (13 депутатов из 60), ЛСРП вступила в большую коалицию со своим главным конкурентом Христианско-социальной народной партией.

## Организационная структура
ЛСРП состоит из окружных федераций (Bezirksverband) по одной на округ, окружные федерации из секций (Sektion) по одной на общину.
Высший орган — съезд (люкс. Kongress), между съездами — генеральный совет (люкс. Generalrot), между генеральными советами — партийное руководство (Parteileedung), исполнительный орган — партийный президиум (люкс. Exekutiv, нем. Parteipräsidium), консультативный орган — консультативный совет (люкс. Bäirot, нем. Beirat), высший контрольный орган — контрольная комиссия (люкс. Kontrollkommissioun, нем. Kontrollkommission). Высший орган окружной федерации — окружной съезд (Bezirkskongress), между окружными съездами — окружное правление (Bezirksvorstände). Высший орган секции — общее собрание (Generalversammlung), между общими собраниями — правление секции (нем. Sektionsvorstand, люкс. Sektiounscomité).